# Pseudochirulus mayeri
Pour les articles homonymes, voir Phalanger et Phalanger (homonymie).
Espèce
Synonymes
- Pseudochirus mayeri
 Rothschild & Dollman, 1932

Statut de conservation UICN

 LC  : Préoccupation mineure
Pseudochirulus mayeri (parfois en français Phalanger pygmée à queue zébrée) est une espèce de marsupiaux de la famille des Pseudocheiridae.

## Distribution
Cette espèce est endémique de Nouvelle-Guinée.

## Référence
- Rothschild & Dollman, 1932 : New mammals from Dutch New Guinea. Abstracts of the Proceedings of the Zoological Society of London, vol. 353, p. 13-16.